# Ralsko (okres Česká Lípa)
Ralsko (Duits: Roll) is een kleine Tsjechische stad in de regio Liberec, en maakt deel uit van het district Česká Lípa. Ralsko telt 2273 inwoners (2023).
Ralsko was tot 1945 een plaats met een overwegend Duitstalige bevolking. Na de Tweede Wereldoorlog werd de Duitstalige bevolking verdreven.

## Geschiedenis
- 1992 – De gemeente Ralsko wordt gesticht op het grondgebied van het voormalige Vojenský prostor Ralsko (Militair exercitieterrein Ralsko).
- 2006 – De gemeente Ralsko krijgt (opnieuw) de status stad.[1]